# Championnat du Guatemala de football 1986
Navigation
Saison précédente Saison suivante
La Liga Nacional 1986 est la trente-cinquième édition de la première division guatémaltèque.
Lors de ce tournoi, le CSD Comunicaciones a tenté de conserver son titre de champion du Guatemala face aux onze meilleurs clubs guatémaltèques.
Chacun des douze clubs participant était confronté deux fois aux onze autres équipes.
Seulement deux places étaient qualificatives pour la Coupe des champions de la CONCACAF.

## Les 12 clubs participants
| \| Guatemala: Aurora FC CSD Comunicaciones CSD Municipal Tipografía Nacional \ Deportivo Amatitlán Guatemala Cobán Imperial Guatemala CSD Galcasa Izabal JC CD Jalapa Guatemala Juventud Retalteca Deportivo Suchitepéquez Guatemala Xelaju MC \| Localisation des clubs engagés dans le championnat. |
| Guatemala: Aurora FC CSD Comunicaciones CSD Municipal Tipografía Nacional \ Deportivo Amatitlán Guatemala Cobán Imperial Guatemala CSD Galcasa Izabal JC CD Jalapa Guatemala Juventud Retalteca Deportivo Suchitepéquez Guatemala Xelaju MC                                                           |

Ce tableau présente les douze équipes qualifiées pour disputer le championnat 1986. On y trouve le nom des clubs, le nom des stades dans lesquels ils évoluent ainsi que la capacité et la localisation de ces derniers.
| Club                    | Stade                            | Capacité          | Ville          |
| Deportivo Amatitlán     | Stade Municipal Amatitlan        | 12 000            | Amatitlán      |
| Aurora FC               | Stade de l'Ejército              | 13 300            | Guatemala City |
| Cobán Imperial          | Stade Verapaz                    | 15 000            | Cobán          |
| CSD Comunicaciones      | Stade Mateo Flores               | 30 000            | Guatemala City |
| CSD Galcasa             | Stade inconnu                    | Capacité inconnue | Villa Nueva    |
| Izabal JC (en)          | Stade Roy Fearon                 | 8 000             | Puerto Barrios |
| CD Jalapa               | Stade Las Flores                 | 15 000            | Jalapa         |
| CSD Municipal           | Stade Mateo Flores               | 30 000            | Guatemala City |
| Juventud Retalteca      | Stade Óscar Monterroso Izaguirre | 8 000             | Retalhuleu     |
| Deportivo Suchitepéquez | Stade Carlos Salazar Hijo        | 12 000            | Mazatenango    |
| Tipografía Nacional     | Stade La Pedrera                 | Capacité inconnue | Guatemala City |
| Xelaju MC               | Stade Mario Camposeco            | 11 000            | Quetzaltenango |

## Compétition
Les douze équipes affrontent à deux reprises les onze autres équipes selon un calendrier tiré aléatoirement.
Le classement est établi sur l'ancien barème de points (victoire à 2 points, match nul à 1, défaite à 0).
Le départage final se fait selon les critères suivants :
- Le nombre de points.
- La différence de buts générale.
- Le nombre de buts marqué.

### Classement
| Rang | Équipe                  | Pts | J  | G  | N  | P  | Bp | Bc | Diff |
| ---- | ----------------------- | --- | -- | -- | -- | -- | -- | -- | ---- |
| 1    | Aurora FC               | 37  | 22 | 17 | 3  | 2  | 39 | 8  | +31  |
| 2    | CSD Galcasa P           | 30  | 22 | 12 | 6  | 4  | 35 | 18 | +17  |
| 3    | Juventud Retalteca      | 29  | 22 | 12 | 5  | 5  | 29 | 21 | +8   |
| 4    | CSD Comunicaciones T    | 28  | 22 | 12 | 4  | 6  | 43 | 27 | +16  |
| 5    | CSD Municipal           | 27  | 22 | 8  | 11 | 3  | 28 | 17 | +11  |
| 6    | Izabal JC (en)          | 24  | 22 | 6  | 12 | 4  | 25 | 19 | +6   |
| 7    | Cobán Imperial          | 22  | 22 | 7  | 8  | 7  | 30 | 31 | -1   |
| 8    | CD Jalapa               | 18  | 22 | 5  | 8  | 9  | 26 | 34 | -8   |
| 9    | Xelaju MC               | 17  | 22 | 6  | 5  | 11 | 23 | 34 | -11  |
| 10   | Deportivo Suchitepéquez | 16  | 22 | 5  | 6  | 11 | 33 | 36 | -3   |
| 11   | Deportivo Amatitlán     | 9   | 22 | 2  | 5  | 15 | 16 | 52 | -36  |
| 12   | Tipografía Nacional     | 7   | 22 | 1  | 5  | 16 | 17 | 47 | -30  |

| Légende : Qualifications et relégations | Légende : Qualifications et relégations                            |
| --------------------------------------- | ------------------------------------------------------------------ |
|                                         | Coupe des champions de la CONCACAF 1987 (2e Tour de qualification) |
|                                         | Relégué en Primera División de Guatemala                           |
|                                         | T Tenant du titre P Promu de la saison 1985                        |

## Bilan du tournoi
| Championnat du Guatemala de football 1986                 |                     |
| Champion                                                  | Aurora FC           |
| Dauphin                                                   | CSD Galcasa         |
| Coupes et trophées                                        |                     |
| Vainqueur Copa Preparación                                | CSD Comunicaciones  |
| Qualifications continentales                              |                     |
| Coupe des champions 1987 (Deuxième tour de qualification) | Aurora FC           |
| Coupe des champions 1987 (Deuxième tour de qualification) | CSD Galcasa         |
| Promotions et relégations                                 |                     |
| Promus en Liga Nacional de Guatemala                      | Bandegua            |
| Relégués en Primera División de Guatemala                 | Tipografía Nacional |